# Ștefan Pirogan
Ștefan Pirogan (n. 1898, Rădoaia, județul Bălți, Gubernia Basarabia, Imperiul Rus – d. 1944, Ivdel, RSFS Rusă, URSS) a fost un politician român. Între perioada anilor 1922 - 1934 a fost ales de trei ori ca primar al orașul Bălți.
A participat la Primul Război Mondial în armata țarului la Odesa, și a luat parte la evenimentele Unirii. A fost membru al Partidului Național Țărănesc. Fiind luptător pentru Unire, a fost ales în anul 1922 primar la Bălți. A fost bun prieten cu Pan Halippa, Anton Crihan, Ioan Pelivan, Constantin Stere. Pe 13 iunie 1941, după ocuparea Basarabiei de către URSS, Ștefan Pirogan a fost arestat de către sovietici și întemnițat într-un lagăr din Ivdel (amplasata în Munții Ural) unde a murit trei ani mai târziu în vârstă de 52 de ani. Ștefan Pirogan a fost reabilitat în anul 1987.
În 1941 au fost deportați soția Iulia (n. 1899) și feciorul Anatolie (n. 1931), reabilitați în 1989. Fiul mai mare, Vadim (n. 1924), a fost condamnat, în 1942, la 5 ani de detenție, internat în lagărul de muncă din Taișet, regiunea Bratsk.
Vadim Pirogan a fost reabilitat în 1988, fiind fondator al Asociației Foștilor Deținuți Politici și Veteranilor Armatei Române.

## Literatură suplimentară
- Pirogan Ștefan. De ce are nevoie orașul Bălți. În: Almanahul orașului și județului Bălți, întocmit de A. Zigberman și Ef. Haschelevici, Bălți, 1933, p. 23-30.
- Pirogan, Vadim Ștefan. Pe drumurile pribegiei. Chișinău: S. n., 1999. 307 p. ISBN 9975-78-010-5
- Pirogan, Vadim Ștefan. Cu gândul la tine, Basarabia mea: Din mărturiile unui vinovat fără vină.... București: Memoria, 2010. 250 p. ISBN 978-973-88049-8-2.